# Fresnedoso
Fresnedoso település Spanyolországban, Salamanca tartományban. Fresnedoso Ledrada, Sorihuela, La Hoya, Vallejera de Riofrío, Béjar és Sanchotello községekkel határos. Lakosainak száma 98 fő (2024).

## Népesség
A település népessége az elmúlt években az alábbi módon változott:
| Lakosok száma | 127  | 125  | 121  | 117  | 112  | 116  | 111  | 106  | 99   | 98   |
|               | 2001 | 2004 | 2007 | 2009 | 2012 | 2014 | 2017 | 2019 | 2022 | 2024 |